# Liste der Baudenkmäler in Eichenbühl
Auf dieser Seite sind die Baudenkmäler in der unterfränkischen Gemeinde Eichenbühl zusammengestellt. Diese Tabelle ist eine Teilliste der Liste der Baudenkmäler in Bayern. Grundlage ist die Bayerische Denkmalliste, die auf Basis des Bayerischen Denkmalschutzgesetzes vom 1. Oktober 1973 erstmals erstellt wurde und seither durch das Bayerische Landesamt für Denkmalpflege geführt wird. Die folgenden Angaben ersetzen nicht die rechtsverbindliche Auskunft der Denkmalschutzbehörde.

In dieser Kartenansicht sind Baudenkmäler ohne Koordinaten mit einem roten bzw. orangen Marker dargestellt und können in der Karte gesetzt werden. Baudenkmäler ohne Bild sind mit einem blauen bzw. roten Marker gekennzeichnet, Baudenkmäler mit Bild mit einem grünen bzw. orangen Marker.

## Baudenkmäler nach Gemeindeteilen

### Eichenbühl
| Lage                                             | Objekt                              | Beschreibung | Akten-Nr.              | Bild           |
| ------------------------------------------------ | ----------------------------------- | --- | ---------------------- | -------------- |
| Alte Straße; Berglein; Schädelberg (Standort)    | Straße                              | sogenannte Römerstraße oder Alte Steige, wichtiger und steiler Abschnitt der Handelsstraße nach Nürnberg, ca. 120 m gepflasterter Weg mit Wagenspuren, spätmittelalterlich und 17./18. Jahrhundert | D-6-76-119-46 Wikidata | BW             |
| Am Neuberg; Im Langen Roth-Löser (Standort)      | Bildstock                           | Pfeiler auf Postament mit Reliefaufsatz Hl. Blut-Wunder, Sandstein, Kopie von 1993 eines Bildstocks um 1600 | D-6-76-119-12 Wikidata | BW             |
| An den Bildern; Bildernweg (Standort)            | Sogenannte "Drei Billen"            | Sühnekreuz mit Ritzung Richtschwert, Satteldach-Nischenbildstock und alte Fundamentsteine für zwei weitere Bildstöcke mit eckigen Aussparungen, Sandstein, 17. Jahrhundert | D-6-76-119-47 Wikidata | BW             |
| Brückenstraße; Erf; bei der Brücke (Standort)    | Bildstock                           | 1743 | D-6-76-119-13          | BW             |
| Erf; Hauptstraße; Miltenberger Straße (Standort) | Brücke über die Erf                 | Brückenbauwerk mit drei hohen Segmentbögen, zwei Spornpfeilern und Brüstungsmauer mit abgerundeter Mauerkrone, Sandstein, wohl 17. Jahrhundert, Fahrbahnerweiterung nach unterstrom in angepasster Form, Sandstein, 19./20. Jahrhundert | D-6-76-119-11 Wikidata | BW             |
| Gänsäcker (Standort)                             | Bildstock                           | Bildsäule auf breitem Postament mit Tonnendach-Nischenaufsatz, Sandstein, bezeichnet 1864 | D-6-76-119-45 Wikidata | BW             |
| Haseltrieb (Standort)                            | Bildstock                           | Inschriftsockel mit Pfeiler und Reliefaufsatz Pietà, Sandstein, bezeichnet 1700, teilweise erneuert | D-6-76-119-41 Wikidata | BW             |
| Hauptstraße 38 (Standort)                        | Mariensäule                         | würfelförmiges Postament, Säule mit Volutenkapitell und freiplastische Madonna mit Kind, Sandstein, bezeichnet 1870 | D-6-76-119-39 Wikidata | BW             |
| Hauptstraße 45 (Standort)                        | Wohnhaus                            | zweigeschossiger giebelständiger Satteldachbau mit teilweise verputztem Zierfachwerk im Obergeschoss, 18. Jahrhundert, Erdgeschoss verändert | D-6-76-119-1 Wikidata  | BW             |
| Hauptstraße 69 b (Standort)                      | Mühle                               | zweigeschossiger Bau mit verputztem Fachwerkobergeschoss und hohem dreigeschossigem Schopfwalmdach, bezeichnet 1622 | D-6-76-119-2 Wikidata  | BW             |
| Hauptstraße 90 (Standort)                        | Katholische Pfarrkirche St. Cäcilia | dreischiffige kreuzrippengewölbte Basilika mit eingezogenem 5/8-Chor und umlaufenden Strebepfeilern, Putzbau mit Werksteinkanten und -rahmungen, Satteldach über Langhaus, Schleppdach über Sakristei und verschiefertes Walmdach über Portalvorbau vor dem hohen Giebel, mit der Giebelfassade fluchtender seitlicher Turm über quadratischem Grundriss mit verschiefertem Spitzhelm und kleinem polygonalem Treppenturm, neugotisch, 1897; mit Ausstattung | D-6-76-119-3 Wikidata  | weitere Bilder |
| Hauptstraße 108, 110 (Standort)                  | Wohnhaus                            | zweigeschossiges Fachwerkhaus auf hohem Kellersockel, teilweise verputzt, giebelständiges Satteldach, Kellerbogen bezeichnet 1605 | D-6-76-119-4 Wikidata  | weitere Bilder |
| Hauptstraße 145 (Standort)                       | Wohnhaus                            | giebelständiger Satteldachbau mit übereck vorkragendem verputztem Fachwerkobergeschoss, 18. Jahrhundert, Erdgeschoss verändert und durch Pultdachanbau erweitert | D-6-76-119-5 Wikidata  | weitere Bilder |
| Hauptstraße 147 (Standort)                       | Wohnhaus                            | zweigeschossiger giebelständiger Satteldachbau mit verputztem Fachwerkobergeschoss, bezeichnet 1700, Erdgeschoss massiv unterfangen, 19. Jahrhundert | D-6-76-119-6 Wikidata  | weitere Bilder |
| Hauptstraße 158 (Standort)                       | Katholische Kapelle St. Valentin    | ehemalige Spitalkapelle, kleiner Bau auf rechteckigem Grundriss mit eingezogener halbrunder Apsis, Putzbau mit Werksteinkanten und -rahmungen, Satteldach mit kurzem Freigespärre in der Giebelspitze, Schleppgaube mit Uhr und verschiefertem Dachreiter mit Haubendach, spätromanisch 1255(d), im 14. Jahrhundert gotisch verändert | D-6-76-119-7 Wikidata  | weitere Bilder |
| Hauptstraße 159 (Standort)                       | Wohnhaus                            | zweigeschossiger traufständiger Satteldachbau auf hohem Kellersockel mit verputztem Fachwerkobergeschoss, 17./18. Jahrhundert | D-6-76-119-8 Wikidata  | weitere Bilder |
| Hauptstraße 161 (Standort)                       | Gasthof Zum Ritter                  | zweigeschossiges Fachwerkhaus auf hohem Kellersockel mit Walmdach, um 1800 unter Einbeziehung eines Fachwerkhauses mit Zierfachwerk, bezeichnet 1593 | D-6-76-119-38 Wikidata | weitere Bilder |
| Hauptstraße 161a (Standort)                      | Bildstock                           | Pfeiler mit Volutenkapitell, Sandstein, bezeichnet 1875 und freiplastischer Pietà, Sandstein, 20. Jahrhundert | D-6-76-119-42 Wikidata | BW             |
| Hauptstraße 164 (Standort)                       | Wohnhaus                            | zweigeschossiger giebelständiger Krüppelwalmdachbau, verputztes Zierfachwerk, bezeichnet 1628 oder 1658, zweiläufige überdachte Freitreppe mit geschnitzter Balustrade, um 1700 | D-6-76-119-9 Wikidata  | weitere Bilder |
| Hinterm Turm (Standort)                          | Zollturm                            | Mautstelle an der Alten Steige, Teil des Handelsweges zwischen Nürnberg und Frankfurt am Main, Rundturm mit Schießscharten und Resten von steinernen Torangeln, Sandstein, 15. Jahrhundert | D-6-76-119-10 Wikidata | Zollturm       |
| Im Eichenwalde (Standort)                        | Wegkreuz                            | breiter Sockel mit Kruzifix, Sandstein, bezeichnet 1868 | D-6-76-119-44 Wikidata | BW             |
| Schulweg 5, im Friedhof (Standort)               | Friedhofskreuz                      | Kruzifix auf Stufensockel, Sandstein, 1921, Korpus wohl 1824 | D-6-76-119-48 Wikidata | BW             |
| Nähe Setzweg (Standort)                          | Bildstockaufsatz                    | Reliefaufsatz mit szenischer Darstellung Hl. Urban mit Weintrauben und liegender Tiara kniend vor Kruzifix mit Adamsschädel im Hintergrund Soldat zu Pferd, Sandstein, 2. Hälfte 18. Jahrhundert | D-6-76-119-43 Wikidata | BW             |
| Nähe Streichweg (Standort)                       | Bildstock                           | Inschriftpfeiler mit Relief Hl. Laurentius und Reliefaufsatz Pietà, Sandstein, bezeichnet 1737 | D-6-76-119-50 Wikidata | BW             |
| Schulweg 5, im Friedhof (Standort)               | Kriegerdenkmal                      | Denkmal für die Gefallenen der Kriege 1866, 1870/71, 1914–1918, 1939–1945, apsidenförmige Kolonnade mit eingestellten Namenstafeln, Relief am Sockel sterbender Soldat sieht Christus und Bekrönung mit liegendem Bayerischen Löwen flankiert von Eisernen Kreuzen, Sandstein, 1921 | D-6-76-119-49 Wikidata | BW             |
| Steigbrunnen; Hinterer Sellig (Standort)         | Gedenkkreuz                         | Kruzifix mit Reliefkorpus für den an dieser Stelle 1725 verstorbenen Michael Hasen, Sandstein, bezeichnet 1737 | D-6-76-119-51 Wikidata | BW             |
| Unter dem Etterweg (Standort)                    | Bildstock                           | Bildsäule mit Akanthus-Reliefaufsatz Pietà, Sandstein, um 1700, erneuert 1863 | D-6-76-119-14 Wikidata | BW             |
| Vorderer Sellig (Standort)                       | Gedenkkreuz                         | Kruzifix für den im Alter von 19 Jahren hier tödlich verunglückten Otto Hörst, Sandstein, bezeichnet 1922 | D-6-76-119-40 Wikidata | BW             |

### Gaimühle
| Lage                  | Objekt      | Beschreibung | Akten-Nr.              | Bild |
| --------------------- | ----------- | --- | ---------------------- | ---- |
| Gaimühle 1 (Standort) | Mariensäule | Postament mit Säule und gefaster Madonna mit Kind, gelber Sandstein, Blechschirm mit Kreuzbekrönung, 2. Hälfte 19. Jahrhundert | D-6-76-119-72 Wikidata | BW   |

### Guggenberg
| Lage                                      | Objekt                          | Beschreibung | Akten-Nr.              | Bild |
| ----------------------------------------- | ------------------------------- | --- | ---------------------- | ---- |
| Löfflersacker (Standort)                  | Bildhäuschen                    | Tischsockel mit monolithischem Tonnendach-Nischenaufsatz, an den Seiten Reliefs Kreuzberg, Sandstein, bezeichnet 1851 | D-6-76-119-54 Wikidata | BW   |
| Nähe Ortsstraße (Standort)                | Bildhäuschen                    | breiter Sockel monolithischem Tonnendach-Nischenaufsatz, Sandstein, bezeichnet 1893, in die Nische jetzt Lourdesgrotte eingebaut, Kalksinter, Mitte 20. Jahrhundert | D-6-76-119-52 Wikidata | BW   |
| Ortsstraße (Standort)                     | Bildstock                       | ionische Säule auf Postament mit Relief Hl. Wendelin am Schaft und Reliefaufsatz Marienkrönung, Sandstein mit Blechüberdachung, bezeichnet 1814 | D-6-76-119-18 Wikidata | BW   |
| Ortsstraße (Standort)                     | Bildstock                       | gefaster Pfeiler mit Satteldach-Nischenaufsatz, seitlichen Nischen und Kreuzbekrönung, Steinmetzzeichen und Zahnschnittfries, Sandstein, frühes 18. Jahrhundert | D-6-76-119-56 Wikidata | BW   |
| Ortsstraße 1 (Standort)                   | Wegkreuz                        | Kruzifix, Sandstein, 1772 | D-6-76-119-15 Wikidata | BW   |
| Ortsstraße 7 (Standort)                   | Katholische Kapelle St. Michael | Saalbau auf rechteckigem Grundriss mit dreiseitigem Chorschluss, Satteldach und verschieferter Dachreiter mit Glockendach, unverputzter Haustein mit Werksteinrahmungen und -kanten, Sandstein, bezeichnet 1824, später angebaute Sakristei mit Walmdach, Sandstein 19./20. Jahrhundert; mit Ausstattung | D-6-76-119-16 Wikidata | BW   |
| Ortsstraße 9 (Standort)                   | Bauernhof                       | Wohnhaus, ehemaliges Wohnstallhaus, zweigeschossiger Satteldachbau mit Zierfachwerk, Erdgeschoss teilweise massiv erneuert, bezeichnet 1617 | D-6-76-119-17 Wikidata | BW   |
| Ortsstraße 9 (Standort)                   | Bauernhof                       | Scheune, freistehender verbretterter Fachwerkbau mit Satteldach, 18./19. Jahrhundert | D-6-76-119-17 Wikidata | BW   |
| Ortsstraße 13 (Standort)                  | Bildstock                       | 1733 | D-6-76-119-19          | BW   |
| Ortsstraße 17 (Standort)                  | Bildstock                       | Inschriftpfeiler, Sandstein, bezeichnet 1729 und vermutlich nicht dazugehörender Satteldach-Nischenaufsatz mit Kreuzreliefs in der Nische und an den Seiten, Sandstein, 1. Hälfte 18. Jahrhundert | D-6-76-119-55 Wikidata | BW   |
| Ortsstraße; Vollmersdorfer Weg (Standort) | Marienfigur                     | stufig sich verjüngendes Sandsteinpostament mit Marienfigur aus Kalkstein und Schirm aus Eisenblech, bezeichnet 1905 | D-6-76-119-53 Wikidata | BW   |
| Ortsstraße; Vollmersdorfer Weg (Standort) | Steinkreuz                      | oberer Teil eines im Boden steckenden oder fragmentierten Steinkreuzes, Sandstein, spätmittelalterlich | D-6-76-119-57 Wikidata | BW   |

### Heppdiel
| Lage                                                                                     | Objekt                                | Beschreibung | Akten-Nr.              | Bild |
| ---------------------------------------------------------------------------------------- | ------------------------------------- | --- | ---------------------- | --- |
| Bildäcker (Standort)                                                                     | Bildstock                             | Pfeiler mit Satteldach-Nischenaufsatz, in der Nische Kreuzrelief, monolithischer grauer Sandstein, 18. Jahrhundert | D-6-76-119-65 Wikidata | BW |
| Straße nach Pfohlbach ()                                                                 | Bildstock                             | 19. Jahrhundert; nicht nachqualifiziert | D-6-76-119-29 Wikidata | |
| Großer Acker; Höhenstraße; MIL13 (Standort)                                              | Bildstock                             | schmaler Pfeiler auf geböschtem Sockel mit Achteck-Nischenaufsatz und Kreuzbekrönung, Sandstein, bezeichnet 1885 | D-6-76-119-64 Wikidata | BW |
| Heppdieler Straße; Straße nach Windischbuchen ()                                         | Bildstock                             | 19. Jahrhundert; nicht nachqualifiziert | D-6-76-119-24          | |
| Höhenstraße (Standort)                                                                   | Wegkreuz                              | Kruzifix auf Tischsockel, Sandstein, bezeichnet 1884, Metallkorpus modern | D-6-76-119-30 Wikidata | BW |
| Höhenstraße (Standort)                                                                   | Bildhäuschen                          | Tischsockel mit Satteldach-Nischenaufsatz und Kreuzbekrönung aus Schmiedeeisen, Sandstein, 1857 | D-6-76-119-59 Wikidata | BW |
| Höhenstraße 11 (Standort)                                                                | Mariensäule                           | Tischsockel, bezeichnet 1843, darauf ionisierender Säule mit Engelskopf und freiplastische Madonna mit Kind, Sandstein, vermutlich 18. Jahrhundert | D-6-76-119-61 Wikidata | BW |
| Höhenstraße 21 (Standort)                                                                | Bildstock                             | über geschweiftem Inschriftpostament Pfeiler mit freiplastischer Pietà, bezeichnet 1742, stark erneuert | D-6-76-119-22 Wikidata | BW |
| Höhenstraße 26 (Standort)                                                                | Ehemaliges Schulhaus                  | zweigeschossiger Walmdachbau mit verschiefertem Fachwerkobergeschoss, 1823 | D-6-76-119-93          | BW |
| Höhenstraße 28 (Standort)                                                                | Katholische Pfarrkirche St. Mauritius | Putzbau mit Werksteingliederungen, im Kern Chorturmkirche des 13. Jahrhunderts mit Turm über quadratischem Grundriss, Obergeschosse nachgotisch, ab 1625, mit schiefergedecktem ins Achteck überführtem Spitzhelm, Langhaussaal im Westen und kreuzgewölbter Sakristeianbau im Osten mit verschiefertem Satteldach und abschließendem Schweifgiebel, bezeichnet 1703, Langhausverlängerung mit vereinheiltlichendem verschiefertem Walmdach, 1847; mit Ausstattung | D-6-76-119-23          | BW |
| Höhenstraße 28 (Standort)                                                                | Ölbergkapelle                         | bis 1847 westlich des Langhauses gelegen, quadratischer Putzbau mit Pultdach, die Fassade als Triumphtor mit scheitrechtem Sturz und vorgestelltem korinthisierendem Säulenpaar gestaltet, Bekrönung des reich reliefierten Architravs mit Kruzifix und der seitlichen Säulen mit freiplastischen Figuren von hl. Maria und hl. Josef, Sandstein, bezeichnet 1756, im Innern Christus am Ölberg auf altarähnlichem Sockel, verändert                               | D-6-76-119-23          | BW |
| Höhenstraße 28 (Standort)                                                                | Ehemalige Friedhofsmauer              | Pfeilertor mit Bandelwerk, Engelsköpfen und Pinienzapfen, Régence-Stil, Sandstein, um 1720, von anderen Standorten übernommene Heiligenskulpturen hl. Johann Nepomuk und Christus Salvator Mundi, Sandstein, 18. Jahrhundert | D-6-76-119-23          | BW |
| Höhenstraße 28 (Standort)                                                                | Friedhofskreuz                        | Kruzifix, Sandstein, bezeichnet 1810, ebenfalls umgesetzt | D-6-76-119-23          | BW |
| Höhenstraße 30 (Standort)                                                                | Kriegerdenkmal                        | für die Gefallenen des Ersten Weltkriegs, gestufter Sandsteinsockel, mit Kalksteinfigur des hl. Mauritius (zugleich Kirchenpatron) als römischer Legionär, bezeichnet 1925 | D-6-76-119-63 Wikidata | BW |
| Höhenstraße 38; Nähe Höhenstraße (Standort)                                              | Bildstock                             | geschweiftes Postament mit ornamentiertem Pfeiler und bekrönender freiplastischer Pietà, Sandstein farbig gefasst, bezeichnet 1751, Blechschirm, 19./20. Jahrhundert | D-6-76-119-21 Wikidata | BW |
| Nähe Windischbuchener Straße (Standort)                                                  | Bildhäuschen                          | gemauertes Bildhäuschen, Sandstein, bezeichnet 1865 | D-6-76-119-58 Wikidata | BW |
| Nähe Windischbuchener Straße (Standort)                                                  | Friedhofskreuz                        | Kruzifix auf breitem Sockel, Sandstein, bezeichnet 1884 | D-6-76-119-62 Wikidata | BW |
| Nähe Windischbuchener Straße (Standort)                                                  | Bildhäuschen                          | gemauerter Tischsockel mit monolithischem tonnendach-Nischenaufsatz, Sandstein, bezeichnet 1860 | D-6-76-119-60 Wikidata | BW |
| Sollflur; Straße nach Windischbuchen Koordinaten in Denkmalviewer ggf. falsch (Standort) | Bildstock                             | 1856 | D-6-76-119-26 Wikidata | [[Vorlage:Bilderwunsch/code!/C:49.66216,9.35059!/D:Sollflur; Straße nach Windischbuchen Koordinaten in Denkmalviewer ggf. falsch , Bildstock!/\|BW]] |
| Sollflur; Windischbuchener Straße (Standort)                                             | Bildstock                             | schmaler Pfeiler auf geböschtem Sockel mit Achteck-Nischenaufsatz und Kreuzbekrönung, Sandstein, bezeichnet 1875 | D-6-76-119-66 Wikidata | BW |
| Windischbuchener Straße (Standort)                                                       | Steinkreuz                            | mit abgefasten Kanten, Sandstein, 17. Jahrhundert | D-6-76-119-67 Wikidata | BW |

### Pfohlbach links des Baches
| Lage                                      | Objekt    | Beschreibung | Akten-Nr.              | Bild |
| ----------------------------------------- | --------- | --- | ---------------------- | ---- |
| Am Kohlberg 1 (Standort)                  | Bildstock | in Grundstücksmauer eingelassenes Fragment eines Bildstocks mit Satteldach-Reliefaufsatz, Vorderseite 'Kreuzigungsgruppe', Rückseite Hl. Sebastian, Sandstein, bezeichnet 1627 | D-6-76-119-27 Wikidata | BW   |
| Disteläcker; Heppdieler Straße (Standort) | Bildstock | Pfeiler mit reliefiertem Würfelaufsatz Hl. Blut-Wunder, Pietà, Kruzifix und Kreuzbekrönung, Sandstein, bezeichnet 1732                                                         | D-6-76-119-28 Wikidata | BW   |

### Pfohlbach rechts des Baches
| Lage                                   | Objekt       | Beschreibung                                                                                         | Akten-Nr.              | Bild |
| -------------------------------------- | ------------ | --- | ---------------------- | ---- |
| Pfohlbach rechts des Baches (Standort) | Bildhäuschen | über gemauertem Tischsockel Tonnendach-Nischenaufsatz mit Kreuzbekrönung, Sandstein, bezeichnet 1901 | D-6-76-119-68 Wikidata | BW   |

### Riedern
| Lage                                 | Objekt                                          | Beschreibung | Akten-Nr.              | Bild           |
| ------------------------------------ | ----------------------------------------------- | --- | ---------------------- | -------------- |
| Am Berg; Kirchenwiese (Standort)     | Wegkreuz                                        | sogenanntes Koppsbil, Kruzifix über Stufensockel aus Sandstein mit Korpus aus Kalkstein, bezeichnet 1902 | D-6-76-119-74 Wikidata | BW             |
| Bei Pfohlbacher Straße 1 (Standort)  | Bildstock                                       | 1871 nicht nachqualifiziert, im Bayerischen Denkmal-Atlas nicht kartiert | D-6-76-119-34 Wikidata | BW             |
| Bei Pfohlbacher Straße 14 (Standort) | Bildstock                                       | 1855 nicht nachqualifiziert, im Bayerischen Denkmal-Atlas nicht kartiert | D-6-76-119-36 Wikidata | BW             |
| Die Ebene (Standort)                 | Bildhäuschen                                    | gemauerter Tischsockel mit Tonnendach-Nischenaufsatz, Sandstein, bezeichnet 1867 | D-6-76-119-70 Wikidata | BW             |
| Die Ebene (Standort)                 | Bildstock                                       | Pfeiler mit Inschriftkartusche und ädikulaähnlichem Reliefaufsatz, Pietà und Engelskopf, fragmentierte Kreuzbekrönung, Sandstein, bezeichnet 1723 | D-6-76-119-73 Wikidata | BW             |
| Forsthausstraße 5 (Standort)         | Ehemaliges Wasserschloss                        | jetzt Wohnhaus mit Nebengebäuden und Ringmauer mit vorliegendem Graben; Wohnhaus, eingeschossiger Halbwalmdachbau auf hohem Kellersockel, Sandstein, 18. Jahrhundert | D-6-76-119-31 Wikidata | weitere Bilder |
| Forsthausstraße 5 (Standort)         | Scheune                                         | Fachwerkgebäude mit Satteldach, 18. /19. Jahrhundert; Nebengebäude, kleiner Satteldachbau an der Ringmauer, 18./19. Jahrhundert, stark verändert | D-6-76-119-31 Wikidata | Scheune        |
| Forsthausstraße 5 (Standort)         | Ringmauer                                       | Sandsteinmauer mit Stützpfeilern und Schlüssellochscharten, spätmittelalterlich, der ehemals zugehörige Graben nur als flache Senke erkennbar | D-6-76-119-31 Wikidata | Ringmauer      |
| Forsthausstraße 5 (Standort)         | Bildhäuschen                                    | über gemauertem Tischsockel Satteldach-Nischenaufsatz, Sandstein, bezeichnet im Giebel: MR, darunter 1789 | D-6-76-119-32 Wikidata | Bildhäuschen   |
| Guggenberger Straße 22 (Standort)    | Bildstock                                       | Fragment eines Bildstocks mit Kreuzrelief, Sandstein, bezeichnet 1857 | D-6-76-119-33 Wikidata | BW             |
| Im Büchle/Erftalstraße (Standort)    | Bildhäuschen                                    | und zugleich Grenzmarkierung zu Baden-Württemberg, Tischsockel mit Satteldach-Nischenaufsatz, 2. Hälfte 19. Jahrhundert | D-6-76-119-71 Wikidata | BW             |
| Nähe Pfohlbacher Straße (Standort)   | Bildhäuschen                                    | gemauerter Tischsockel mit Tonnendach-Nischenaufsatz, Sandstein, bezeichnet 1871 | D-6-76-119-69 Wikidata | BW             |
| Odenwaldstraße (Standort)            | Hl. Johann Nepomuk                              | auf geschweiftem Inschriftsockel, Sandstein, 18. Jahrhundert | D-6-76-119-37 Wikidata | BW             |
| Pfohlbacher Straße 7 (Standort)      | Katholische Pfarrkirche St. Kilian und Valentin | Saalbau auf rechteckigem Grundriss, der eingezogene Chor aufgrund der Umbauung durch die Sakristei von außen nicht erkennbar, verschiefertes Satteldach und massiver Giebelreiter mit verschiefertem Spitzhelm, unverputzter Sandstein, Rundbogenstil, bezeichnet 1853/54; mit Ausstattung | D-6-76-119-35 Wikidata | BW             |

### Schulzenmühle
| Lage                       | Objekt    | Beschreibung | Akten-Nr.              | Bild      |
| -------------------------- | --------- | --- | ---------------------- | --------- |
| Schulzenmühle 1 (Standort) | Bildstock | gefaster Pfeiler mit Satteldach-Nischenaufsatz, an den Seiten Kreuzreliefs, Sandstein, bezeichnet 1684                                  | D-6-76-119-80 Wikidata | Bildstock |
| Weiherl (Standort)         | Kapelle   | kleiner Satteldachbau auf rechteckigem Grundriss mit dreiseitigem Schluss, Quaderbau mit Werksteinrahmungen, Sandstein, bezeichnet 1869 | D-6-76-119-78 Wikidata | Kapelle   |

### Storchhof
| Lage                    | Objekt    | Beschreibung                                                                                                | Akten-Nr.              | Bild |
| ----------------------- | --------- | --- | ---------------------- | ---- |
| Storchhofweg (Standort) | Bildstock | toskanischer Pfeiler mit Kreuzdach-Nischenaufsatz und seitlichen Kreuzreliefs, Sandstein, bezeichnet 172( ) | D-6-76-119-79 Wikidata | BW   |

### Windischbuchen
| Lage                                               | Objekt       | Beschreibung | Akten-Nr.              | Bild |
| -------------------------------------------------- | ------------ | --- | ---------------------- | ---- |
| Dorfstraße 2 a (Standort)                          | Bildstock    | Pfeiler mit Kreuzdach-Nischenaufsatz, seitlichenKreuzreliefs und Kreuzbekrönung, Sandstein, bezeichnet 1721                                    | D-6-76-119-77 Wikidata | BW   |
| Dorfstraße 4 (Standort)                            | Bildhäuschen | mit monolithischem Nischenaufsatz, Sandstein, bezeichnet 1833                                                                                  | D-6-76-119-75 Wikidata | BW   |
| Dorfstraße 11 (Standort)                           | Bildhäuschen | mit monolithischem Tonnendach-Nischenaufsatz, Sandstein, 2. Hälfte 19. Jahrhundert                                                             | D-6-76-119-76 Wikidata | BW   |
| Dorfstraße 16 (Standort)                           | Bildstock    | gefaster Pfeiler mit Satteldach-Nischenaufsatz, an den Seiten Kreuzreliefs und große Kreuzbekrönung, monolithischer Sandstein, bezeichnet 1625 | D-6-76-119-82 Wikidata | BW   |
| Fahrwiese (Standort)                               | Sühnekreuz   | Ritzzeichnung Dolch auf dem erhaltenen Kreuzarm, grauer Sandstein, 17. Jahrhundert                                                             | D-6-76-119-86 Wikidata | BW   |
| Fahrwiese (Standort)                               | Bildstock    | Pfeiler mit Satteldachnischenaufsatz, in Nische und seitlich Kreuzreliefs, Sandstein, frühes 18. Jahrhundert                                   | D-6-76-119-81 Wikidata | BW   |
| Fahrwiese; Heppdieler Straße (Standort)            | Bildhäuschen | gemauerter Sockel mit monolithischem breitem Satteldach-Nischenaufsatz, Sandstein, bezeichnet 1856                                             | D-6-76-119-25 Wikidata | BW   |
| Lehmgrube (Standort)                               | Bildstock    | Säule über Inschrift-Postament mit Volutenkapitell, Engelskopf und bekrönender freiplastischer Pietà, Sandstein, bezeichnet 1729               | D-6-76-119-83 Wikidata | BW   |
| Von den Eichheumahdäckern zur Salztröge (Standort) | Sühnekreuz   | Steinkreuz mit gefalzten Kanten und Ritzzeichnung Dolch, Sandstein, 17. Jahrhundert                                                            | D-6-76-119-85 Wikidata | BW   |
| Von Windischbuchen nach Schippach (Standort)       | Steinkreuz   | gefaste Kanten zur Kreuzmitte hin, Sandstein, 17. Jahrhundert                                                                                  | D-6-76-119-84 Wikidata | BW   |

## Abgegangene Baudenkmäler
| Lage                                                        | Objekt    | Beschreibung | Akten-Nr.              | Bild |
| ----------------------------------------------------------- | --------- | ------------ | ---------------------- | ---- |
| Riedern Langacker; Straße nach Rutschdorf; MIL24 (Standort) | Bildstock | 1745         | D-6-76-119-20 Wikidata | BW   |